# Nazionale maschile di pallacanestro dell'Irlanda
La nazionale maschile di pallacanestro dell'Irlanda rappresenta Eire ed Irlanda del Nord nei tornei internazionali di pallacanestro per nazioni gestiti dalla FIBA.
Partecipa al Campionato europeo FIBA dei piccoli stati.

## Storia
La nazionale irlandese è considerata un team di "terza fascia", visti gli scarsi risultati ottenuti a livello internazionale. Non ha mai raggiunto la fase finale dell'Eurobasket e non ha mai partecipato ai Mondiali. L'unico torneo internazionale a cui abbia partecipato è il torneo olimpico del 1948, dove perse tutte e sei le partite disputate, classificandosi al 23º e ultimo posto.
Nel 2005, in seguito alla divisione della zona europea imposta dalla FIBA in Division A e in Division B, l'Irlanda è stata subito retrocessa nell'ultima divisione. 
Nel 2010-2016, la federazione irlandese ha deciso di sospendere le attività della nazionale per difficoltà finanziarie. 
Ripresa l'attività ha partecipato all'Europeo di Division C.

## Piazzamenti

### Olimpiadi
- 1948 - 23°

## Formazioni

### Olimpiadi
Pallacanestro ai Giochi della XIV Olimpiade3 O'Donovan, 4 O'Connor, 5 Malone, 6 Crehan, 7 McGee, 8 Jackson, 9 Boland, 10 Keenan, 11 McLoughlin, 12 D. Sheriff, 13 Reddin, 14 P. Sheriff, 15 Flynn, 16 Walsh,        All. Donald McCormack

### Europei dei piccoli Stati
Campionato europeo FIBA dei piccoli stati 20164 A. O'Sullivan, 5 Dick, 6 Murphy, 7 C. O'Sullivan, 9 James, 10 Fitzpatrick, 11 Cairns, 12 O'Reilly, 13 Blount, 14 Gallagher, 15 Lacey, 16 Hoshford,        All. Colin O'Reilly
Campionato europeo FIBA dei piccoli stati 20184 O'Sullivan, 5 Quinn, 6 Murphy, 7 Lyons, 8 Black, 9 Blount, 10 Roe, 11 Kelly, 12 Badmus, 14 Cairns, 15 Kiernan, 16 Freeman,        All. Pete Strickland
Campionato europeo FIBA dei piccoli stati 20214 O'Sullivan, 5 Furton, 6 Murphy, 7 Flood, 8 Hosford, 9 Quigley, 10 Roe, 11 Randolph, 12 Hanley, 13 Blount, 14 Carroll, 15 Killeen,        All. Mark Keenan

## Nazionali giovanili
- Selezioni giovanili della nazionale maschile di pallacanestro dell'Irlanda